# Cnemida ephippiata
Cnemida ephippiata är en skalbaggsart som beskrevs av Ohaus 1912. Cnemida ephippiata ingår i släktet Cnemida och familjen Rutelidae. Inga underarter finns listade i Catalogue of Life.